# Siergiej Giejbiel
Siergiej Giejbiel (ur. 25 października 1981) – rosyjski pływak, mistrz i wicemistrz Europy (basen 25 m).
Specjalizuje się w pływaniu stylu klasycznym. Jego największym dotychczasowym sukcesem jest złoty medal mistrzostw Europy na krótkim basenie w Stambule w 2009 roku w sztafecie 4 x 50 m stylem zmiennym. Płynąc w składzie ze Stanisławem Dońcem, Siergiejem Fiesikowem i Jewgienijem Korotyszkinem ustanowił najlepszy w historii wynik na świecie 1.31,80 min.